# Сільськогосподарський коледж об'єднаного світу Сімона Болівара
Сільськогосподарський коледж об'єднаного світу Сімона Болівара (англ. Simón Bolívar United World College of Agriculture (SBUWCA)) — міжнародний коледж-інтернат, розташований в штаті Баринас, Венесуела. Коледж було засновано у 1986. Завдяки спільним зусиллям Його Величності принца Уельського та доктора агрономічних наук Луїса Маркано Коелло у 1988 увійшов до мережі Коледжів об'єднаного світу.
У вересні 2011 рішенням уряду Венесуели навчання у коледжі було припинено. У березні 2012 року навчальний заклад відновив свою роботу, однак, вже як Державний політехнічний університет штату Барінас ім. Хосе Фелікса Рібаса. Міжнародна рада директорів Коледжів об'єднаного офіційно погодилася на закриття і оформлення усіх необхідних документів на засіданні у травні 2012 року.
За роки функціонування коледж випустив понад 1000 випускників із дипломами про повну середню освіту, які були підготовлені як теоретично, так і практично для роботи у агробізнесі чи для продовження навчання у профільних навчальних закладах. Навчання тривало три роки і мало суттєву практичну підготовку. Кожен учень проходив чотиримісячне стажування в сільськогосподарському підприємстві та чотири-тижневе працевлаштування в сільській громаді у околицях коледжу. Для учнів, що зарекомендували себе успіхами у навчанні, фондом Девіса була передбачена система стипендій для продовження навчання у кращих навчальних закладах США.